# Кубок КАФ 1996
Кубок КАФ 1996 — 5-й розыгрыш клубного футбольного турнира КАФ. В турнире приняли участие 34 африканских клубов. Победителем стал марокканский клуб «Марракеш».

## Предварительный раунд
| Команда 1          | Итог | Команда 2          | 1-й матч | 2-й матч |
| ------------------ | ---- | ------------------ | -------- | -------- |
| Мит Коммишн        | 4-2  | Лесото Дефенс Форс | 4-2      | 0-0      |
| Илевн Мэн ин Флайт | 5-5  | Блю Уотерс         | 4-2      | 1-3      |

## Первый раунд
| Команда 1                | Итог       | Команда 2               | 1-й матч | 2-й матч |
| ------------------------ | ---------- | ----------------------- | -------- | -------- |
| Ферровариу ди Мапуту     | 2-0        | Мебрат Хаил             | 2-0      | 0-0      |
| Кийову                   | 4-6        | Патронаж Сент-Анн       | 4-2      | 0-4      |
| Арме                     | 3-0        | Драгон де Л'Уэме        | 2-0      | 1-0      |
| Этуаль Филант (Уагадугу) | 2-4        | Оран                    | 1-1      | 1-3      |
| ФК 105                   | 0-4        | Юниспор                 | 0-0      | 0-4      |
| Антант Сотрак-Уакам      | 2-6        | Этуаль дю Сахель        | 1-4      | 1-2      |
| Портс Оторити            | -          | Реал Тамале Юнайтед     | -        | -        |
| Интерстар                | 1-5        | Вита                    | 1-1      | 0-4      |
| Кения Брюриерс           | 2-1        | Уганда Электрисити Борд | 2-0      | 0-1      |
| Стад Тампонез            | -          | Кабве Уорриорз          | -        | -        |
| Марракеш                 | -          | Гард Насьональ          | -        | -        |
| АСФАГ                    | 3-4        | Жуниор Профешнл         | 2-1      | 1-3      |
| Блю Уотерс               | 2-6        | Примейру ди Агошту      | 1-2      | 1-4      |
| Симба                    | 1-1 (г.в.) | Хей Аль-Араб            | 1-1      | 0-0      |
| Мит Коммишн              | 1-7        | Мамелоди Сандаунз       | 0-3      | 1-4      |
| Этуаль Филант            | 2-6        | Энугу Рейнджерс         | 1-0      | 1-6      |

## Второй раунд
| Команда 1         | Итог | Команда 2            | 1-й матч | 2-й матч |
| ----------------- | ---- | -------------------- | -------- | -------- |
| Оран              | 4-3  | Ферровариу ди Мапуту | 4-1      | 0-2      |
| Вита              | 3-1  | Примейру ди Агошту   | 3-0      | 0-1      |
| Кения Брюриерс    | 1-0  | Хей Аль-Араб         | 0-0      | 1-0      |
| Арме              | 3-4  | Этуаль дю Сахель     | 2-1      | 1-3      |
| Юниспор           | 2-1  | Энугу Рейнджерс      | 1-1      | 1-0      |
| Мамелоди Сандаунз | 1-2  | Стад Тампонез        | 1-2      | 0-0      |
| Патронаж Сент-Анн | 0-2  | Марракеш             | 0-0      | 0-2      |
| Портс Оторити     | -    | Жуниор Профешнл      | -        | -        |

## Четвертьфиналы
| Команда 1        | Итог        | Команда 2     | 1-й матч | 2-й матч |
| ---------------- | ----------- | ------------- | -------- | -------- |
| Этуаль дю Сахель | 4-2         | Юниспор       | 4-1      | 0-1      |
| Кения Брюриерс   | 1-1 (4-2 п) | Портс Оторити | 1-0      | 0-1      |
| Оран             | 2-2 (2-4 п) | Вита          | 2-0      | 0-2      |
| Стад Тампонез    | 0-1         | Марракеш      | 0-0      | 0-1      |

## Полуфиналы
| Команда 1        | Итог | Команда 2      | 1-й матч | 2-й матч |
| ---------------- | ---- | -------------- | -------- | -------- |
| Этуаль дю Сахель | 3-2  | Вита           | 2-0      | 1-2      |
| Марракеш         | 4-2  | Кения Брюриерс | 4-1      | 0-1      |

## Финал
Первый матч состоялся 17 ноября, ответный — 30 ноября 1996 года.
| Команда 1        | Итог       | Команда 2 | 1-й матч | 2-й матч |
| ---------------- | ---------- | --------- | -------- | -------- |
| Этуаль дю Сахель | 3-3 (г.в.) | Марракеш  | 3-1      | 0-2      |

## Чемпион
| Победитель Кубок КАФ 1996 |
| ------------------------- |
| Марракеш 1-й титул        |